# Nikulás Bergsson
Nikulás Bergsson eller Bergtorsson (Bergþórsson), död 1159, var en mycket lärd och vittberest islänning. Han initierade den första geografiboken på Island, bedrev stjärnstudier, författade drapor på drottkvätt och var den förste abboten på Munkaþverá kloster vid Eyjafjörður på nordlandet.

## Verk

### Resehandbok
Nikulás är framför allt förknippad med Leiðarvísir og borgaskipan — en reseguide rörande pilgrimslederna från Norden till Rom och Jerusalem. Boken rymmer åtskillig kunskap som Nikulás hämtat från egna resor och andras böcker, inte bara om platser och vägar utan också om länder och deras geografiska belägenhet. Den var färdig cirka 1157 och har dikterats för präntare i klostret. I slutet av boken är han själv omtalad som «vitter och vittfrejdad, minnesgod, klok, rådsnar och sanningskär».

### Drapor
Nikulás var också skald. I Litla-Jónssaga (Postolasögur) uppges han ha diktat en drapa på drottkvätt om aposteln Johannes, varav tre strofer citeras. De är rättframt skrivna, men något högtravande, ansåg Finnur Jónsson. Ännu en strof av Nikulás finns i Olav Tordsson vitaskalds Tredje grammatiska avhandling. Den handlar om Kristus på korset och antas härröra från en nu förlorad Kristsdrápa.

## Övrigt

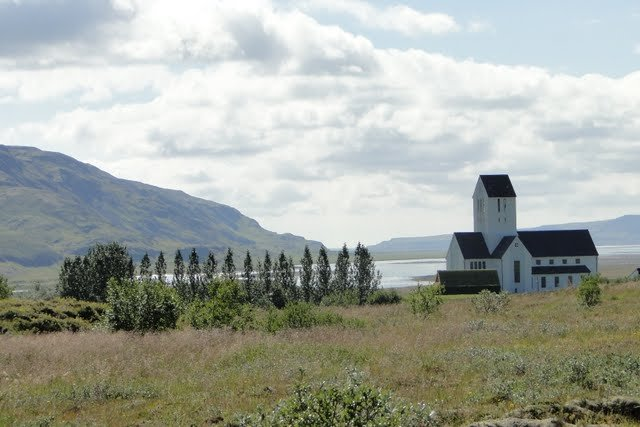
Domkyrkan i Skálholt.

Vid invigningen av domkyrkan i Skálholt den 15 juni 1158 höll Nikulás, just hemkommen från en av sina resor, invigningspredikan tillsammans med biskoparna Björn Gilsson (Hólar) och Klængur Þorsteinsson (Skálholt). Troligen framförde också skalden Runolf Kettilsson en drapa vid detta tillfälle.
Benediktinerklostret Munkaþverá grundades år 1155, och Nikulás blev dess förste abbot — en tjänst han behöll fram till sin död 1159. Han efterträddes av Björn Gilsson präst, bror till biskopen med samma namn.